# Amor Real
Amor real, est une telenovela mexicaine diffusée en 2003 par Televisa.

## Synopsis
Matilde Peñalver est une jeune femme réveuse, juste et ferme pour prendre des décisions, qui vit dans la ville de Trinidad. Elle est la fille du général Hilario Peñalver et Beristaín et d'Augusta Curiel de Peñalver et la sœur de Humberto Peñalver et Beristáin Curiel. Matilde tombe amoureuse d'Adolfo Solís, un militaire qui sera le premier amour de sa vie. Tous deux s'aiment profondément mais la mère de  Matilde n'approuve pas sa relation avec Adolfo et le fait jeter en prison injustement, en l'accusant d'un délit commis en réalité par le frère de Matilde. Tandis qu'Adolfo est incarcéré, Manuel Fuentes Guerra, un jeune homme célibataire qui a hérité d'une fortune à la mort de son père et qui ne sait rien de sa mère, arrive de Trinidad. Il fait la connaissance de Matilde avec qui il veut bien se marier d'abord pour exécuter les ordres de la mère de Matilde, puis qui tombe ensuite follement amoureux d'elle. Le jour de la noce de Manuel et de Matilde, Adolfo tente de s'enfuir avec Matilde sans succès. Alors, Matilde tombe éperdument amoureuse de Manuel et ils ont un enfant ensemble. Toutefois Manuel apprend la relation que son épouse entretenait auparavant avec Adolfo, lorsqu'il se fait passer pour un intendant qui arrive à son Hacienda Felipe Santa María. Le couple se sépare et Manuel croit qu'Aldolfo et Matilde ont été amants et que l'enfant qu'attend Matilde est l'enfant d'Adolfo. Après la naissance de l'enfant de Manuel et de Matilde, Matilde pense que Manuel est mort dans un accident qu'il a eu en tombant dans une rivière. Des années passent. Sous la pression de sa mère, Matilde décide de se marier avec Adolfo... Matilde va-t-elle enfin vivre l'amour véritable (amor real) ?

## Distribution
- Adela Noriega : Beristain Peñalver
- Fernando Colunga : Manuel Fuentes
- Mauricio Islas : Adolfo Solís
- Helena Rojo : Doña Augusta Curiel Peñalver
- Ernesto Laguardia : Humberto Peñalver
- Ana Martín : Rosario Aranda
- Mariana Levy : Josefina De Icaza
- Chantal Andere : Antonia Morales
- Mauricio Herrera : Urbano de las Casas
- Ana Bertha Espín : Prudencia Curiel
- Rafael Rojas : Amadeo Corona
- Mario Iván Martínez : Renato Piquet
- Leticia Calderón : Jana De La Corcuera
- Julio Alemán : Joaquín Fuentes Guerra
- Ricardo Blume : Hilario Peñalver
- Yolanda Mérida : Juana Domínguez
- Maya Mishalska : Marianne Bernier alias Marie De La Roquette
- Maty Huitrón : Mother Superior
- Raquel Morell : María Clara de Heredia
- Gaston Tuset : Gervasio Morales
- Oscar Bonfiglio : Sixto Valdez
- Harry Geithner : Yves Santibáñez De La Roquette
- Manuel Ibañez : Remigio Quintero
- Paco Ibáñez : Gregorio Heredia
- Toño Infante : Benigno Villa
- Luis Xavier : José María De Icaza
- Adalberto Parra : Delfino Pérez
- Héctor Sáez : Silvano Arzola
- Kika Edgar : Catalina Heredia
- Ingrid Martz : Pilar Piquet
- Jorge Vargas : General Prisco Domínguez Cañero
- Beatriz Sheridan : Damiana García
- Carlos Cámara Jr : Ramón Marquez

## Autres versions

### Télévision
- Bodas de odio (1983)
- Lo que la vida me robó (2013)

### Sources
- (es) Cet article est partiellement ou en totalité issu de l’article de Wikipédia en espagnol intitulé « Amor real » (voir la liste des auteurs).